# 第一次马祖尔湖战役
第一次马祖尔湖战役是1914年9月2日至16日，德国军队在东线东普鲁士战役期间发动的攻势。俄军由保罗·冯·伦宁坎普指挥。战役以德军的胜利告终，德军将俄罗斯第一集团军全线推回并赶出德国领土。数周后，俄军再次发动攻势。